# Live (Hans Zimmer)
Live (soms ook gestileerd als: Hans Zimmer Live) is een Livealbum van Hans Zimmer. Het album bevat de liveregistratie van de Hans Zimmer Live concerttournee in het voorjaar 2022 door Europa. Het album werd uitgebracht op 3 maart 2023 door Sony Classical.
Zimmer nam het album op met zijn twintigkoppige band "The Disruptive Collective" in samenwerking met het Odessa Opera Orchestra en een koor.

## Musici
- Hans Zimmer – gitaar, banjo, piano
- Loire Cotler – zang
- Aicha Djidjelli – drums
- Steven Doar – percussie, keyboard
- Pedro Eustache – houtblazers
- Juan Garcia-Herreros – basgitaar
- Lisa Gerrard – zang
- Nick Glennie-Smith – accordeon, keyboard
- Guthrie Govan – gitaar
- Tina Guo – elektrische cello
- Andrew Kawczynski – synthesizer, percussie
- Lebo M – zang
- Holly Madge – drums
- Nile Marr – gitaar
- Rusanda Panfili – viool
- Andy Pask – elektrische contrabas
- Molly Rogers – viool
- Aleksandra Šuklar – percussie
- Leah Zeger – viool
- Odessa Opera Orchestra – orkest

## Tracklijst
| Nr. | Titel                                                                                    | Duur |
| --- | ---------------------------------------------------------------------------------------- | ---- |
| 1.  | Dune: House Atreides                                                                     | 3:46 |
| 2.  | Inception: Mombasa                                                                       | 4:55 |
| 3.  | Wonder Woman Suite: Part 1                                                               | 3:18 |
| 4.  | Wonder Woman Suite: Part 2                                                               | 2:21 |
| 5.  | Wonder Woman Suite: Part 3                                                               | 4:06 |
| 6.  | Man Of Steel Suite: Part 1 "What Are You Going To Do When You Are Not Saving The World?" | 4:42 |
| 7.  | Man Of Steel Suite: Part 2                                                               | 3:53 |
| 8.  | Gladiator Suite: Part 1                                                                  | 3:47 |
| 9.  | Gladiator Suite: Part 2                                                                  | 3:48 |
| 10. | Gladiator Suite: Part 3                                                                  | 5:30 |
| 11. | Gladiator Suite: Part 4                                                                  | 1:53 |
| 12. | Pirates Of The Caribbean Suite: Part 1 "Jack Sparrow"                                    | 4:11 |
| 13. | Pirates Of The Caribbean Suite: Part 2                                                   | 4:59 |
| 14. | Pirates Of The Caribbean Suite: Part 3                                                   | 4:45 |
| 15. | Absurdities: Part 1                                                                      | 5:00 |
| 16. | Absurdities: Part 2                                                                      | 4:27 |

| Nr. | Titel                                         | Duur |
| --- | --------------------------------------------- | ---- |
| 1.  | The Last Samurai Suite: Part 1                | 2:56 |
| 2.  | The Last Samurai Suite: Part 2                | 3:34 |
| 3.  | The Last Samurai Suite: Part 3                | 5:38 |
| 4.  | The Dark Knight Suite: Part 1                 | 4:07 |
| 5.  | The Dark Knight Suite: Part 2                 | 4:06 |
| 6.  | Dark Phoenix Suite                            | 5:17 |
| 7.  | Dunkirk: Supermarine                          | 2:26 |
| 8.  | Dune: Paul's Dream                            | 5:28 |
| 9.  | Interstellar Suite: Part 1                    | 5:58 |
| 10. | Interstellar Suite: Part 2                    | 5:34 |
| 11. | The Lion King Suite: Part 1 "He Lives In You" | 3:59 |
| 12. | The Lion King Suite: Part 2                   | 5:24 |
| 13. | The Lion King Suite: Part 3                   | 3:02 |
| 14. | No Time To Die Suite                          | 5:50 |
| 15. | Inception: Time                               | 4:37 |

## Hitnoteringen

### VlaamseUltratop 200 Albums
| Hitnotering: (Week 1 t/m 2) 11-03-2023 t/m 18-03-2023 Hitnotering: (Week 3) 06-05-2023 | Hitnotering: (Week 1 t/m 2) 11-03-2023 t/m 18-03-2023 Hitnotering: (Week 3) 06-05-2023 | Hitnotering: (Week 1 t/m 2) 11-03-2023 t/m 18-03-2023 Hitnotering: (Week 3) 06-05-2023 | Hitnotering: (Week 1 t/m 2) 11-03-2023 t/m 18-03-2023 Hitnotering: (Week 3) 06-05-2023 | Hitnotering: (Week 1 t/m 2) 11-03-2023 t/m 18-03-2023 Hitnotering: (Week 3) 06-05-2023 | Hitnotering: (Week 1 t/m 2) 11-03-2023 t/m 18-03-2023 Hitnotering: (Week 3) 06-05-2023 | Hitnotering: (Week 1 t/m 2) 11-03-2023 t/m 18-03-2023 Hitnotering: (Week 3) 06-05-2023 |
| Week:                                                                                  | 1                                                                                      | 2                                                                                      |                                                                                        | 3                                                                                      |                                                                                        |                                                                                        |
| -------------------------------------------------------------------------------------- | -------------------------------------------------------------------------------------- | -------------------------------------------------------------------------------------- | -------------------------------------------------------------------------------------- | -------------------------------------------------------------------------------------- | -------------------------------------------------------------------------------------- | -------------------------------------------------------------------------------------- |
| Positie:                                                                               | 33                                                                                     | 131                                                                                    | uit                                                                                    | 128                                                                                    | uit                                                                                    |                                                                                        |